# José María Prada
José María Prada Oterino (Ocaña, Toledo, 31 de marzo de 1925 - Bilbao, Vizcaya, 13 de agosto de 1978) fue un prestigioso actor español.

## Biografía
Sus primeros contactos con el mundo de la interpretación fueron a través del Teatro español universitario mientras cursaba sus estudios de Medicina.
Tras abandonar sus estudios ingresa en la Compañía del Teatro Español y más tarde en la del María Guerrero. Comienza de esta manera una sólida trayectoria teatral, plagada de obras notables que cosecharon gran aceptación en los escenarios españoles, destacando Tartufo, Soledad (1953), de Unamuno, La fierecilla domada (1953), de Shakespeare y Medida por medida (1955), también de William Shakespeare, La casamentera (1960), de Thornton Wilder,  La viuda valenciana (1960), de Lope de Vega, El jardín de los cerezos (1960), de Chéjov, El rinoceronte (1961), de Ionesco, El anzuelo de Fenisa (1961), de Lope de Vega, Los Palomos (1964), de Alfonso Paso, Miles de payasos (1965), de Herb Gardner, Águila de blasón (1966), de Valle-Inclán, Amooor (1966), de Murray Schisgal, Marat-Sade (1968), de Peter Weiss –el mítico montaje dirigido por Adolfo Marsillach en el que encarnó el papel de Jean Paul Marat–, Romance de lobos (1970), de Valle-Inclán, El sueño de la razón (1975), de Antonio Buero Vallejo, La carroza de plomo candente (1976), de Francisco Nieva, El adefesio (1976), de Rafael Alberti o El emperador de Asiria. Obtuvo además el Premio Nacional de Teatro por su interpretación en Ricardo III.
En cine debutó en 1954 con la película Cómicos, de Juan Antonio Bardem. Seguiría una larga carrera, con títulos como La gran familia (1962), de Fernando Palacios, El verdugo (1963), de Luis García Berlanga, La tía Tula (1964), de Miguel Picazo, que le valió el Premio del Círculo de Escritores Cinematográficos, La caza (1965) o  Ana y los lobos (1972), ambas de Carlos Saura.
Fue también un rostro habitual en Televisión española durante la década de los sesenta y setenta, con continuas apariciones en las obras representadas en Estudio 1 o Novela, además de protagonizar, junto a Elena María Tejeiro, la serie Pili, secretaria ideal (1975), de Enrique Martí Maqueda. Su labor en televisión le valió la obtención del Fotogramas de Plata en 1967 y el Premio Ondas en 1968.
Asimismo, a principios de los cincuenta inicia sus actividades como actor de doblaje, dando voz en español a actores como Tony Curtis en Los vikingos o Dennis Hopper en Gigante. A finales de los sesenta abandonó prácticamente el doblaje, aunque retornaría esporádicamente.

## Trayectoria en tv
- Paisajes con figuras 
  - Francisco de Quevedo (18 de febrero de 1976)
- Pili, secretaria ideal (1975)
- Noche de teatro 		
  - Los huevos de avestruz (14 de junio de 1974)
- Ficciones 	
  - El mundo contra P.Q. (28 de septiembre de 1972)
  - Viaje a otros mundos (5 de octubre de 1972)
  - A todo riesgo (28 de abril de 1973)
  - El guardián del signo amarillo (3 de junio de 1974)
  - El rey y la reina (17 de junio de 1974)
  - Viaje sentimental (15 de julio de 1974)
  - Cinco en profundo (22 de julio de 1974)
- Stop
  - La sanción (25 de septiembre de 1972)
- Sospecha	
  - La escalada de la Señora Stitch (6 de julio de 1971)
- Las tentaciones 		
  - El león emisario (15 de noviembre de 1970)
- Personajes a trasluz 		
  - Otelo (16 de junio de 1970)
  - Macbeth (8 de septiembre de 1970)
- Pequeño estudio 
  - El encuentro (23 de octubre de 1969)
- Vivir para ver
  - A Las cinco de otras tardes (3 de septiembre de 1969)
- Historias para no dormir 
  - El trasplante (15 de marzo de 1968)
- Doce cuentos y una pesadilla
  - Soñar acaso (9 de septiembre de 1967)
  - Por favor, compruebe el futuro (16 de septiembre de 1967)
- Teatro de siempre 
  - Volpone, el astuto (23 de febrero de 1967)
  - Ricardo III (30 de marzo de 1967)
  - La comedia nueva (25 de mayo de 1970)
  - El misántropo (24 de agosto de 1970)
  - Hay suficiente luz en las tinieblas (8 de octubre de 1970)
  - Ponme, ponme, ponme (29 de octubre de 1970)
  - Los veraneantes (3 de diciembre de 1970)
- Habitación 508 
  - El caballo (11 de octubre de 1966)
  - El muerto (6 de diciembre de 1966)
- Los Encuentros 		
  - Quedó grabada la voz (20 de agosto de 1966)
  - Juego escondido (5 de agosto de 1967)
  - El platillo volante (23 de septiembre de 1967)
- Tiempo y hora 
  - 500 temas (24 de octubre de 1965)
  - La juerga (30 de octubre de 1965)
  - Partir de cero (7 de noviembre de 1965)
  - La señorita Álvarez (28 de noviembre de 1965)
  - El Príncipe Ernesto (5 de junio de 1966)
  - Sólo hay un motor (19 de junio de 1966)
  - Mala suerte, buena suerte (20 de noviembre de 1966)
  - Cuando truena (11 de diciembre de 1966)
  - Días de haber (1 de enero de 1967)
- El hombre, ese desconocido 	
  - El mago de la suerte (11 de mayo de 1963)
  - Dos frente al toro (18 de mayo de 1963)
  - El detenido (1 de junio de 1963)
- Estudio 1 
  - El viaje infinito (31 de agosto de 1966)
  - El momento de tu vida (21 de septiembre de 1966)
  - La herida del tiempo (18 de enero de 1967)
  - Enrique IV (24 de octubre de 1967)
  - Un mes en el campo (21 de noviembre de 1967)
  - La comedia de la felicidad (2 de enero de 1968)
  - La Malquerida (27 de febrero de 1968)
  - El alcalde de Zalamea (26 de marzo de 1968)
  - Dulcinea (15 de abril de 1969)
  - El jardín de los cerezos (27 de mayo de 1969)
  - Don Juan Tenorio (13 de noviembre de 1970)
  - La gaviota (19 de mayo de 1972)
  - El complejo de Filemón (31 de agosto de 1973)
  - El motín del Caine (11 de enero de 1974)
  - Las brujas de Salem (11 de mayo de 1973)
  - Viaje en un trapecio (26 de mayo de 1975)
  - La zorra y las uvas (16 de junio de 1975)
  - El Caballero de la mano en el pecho (13 de febrero de 1977)
  - Tres sombreros de copa (20 de abril de 1978)
- Tras la puerta cerrada 
  - Rosas de muerte (27 de noviembre de 1964)
- Estudio 3 
  - 15 de marzo (10 de agosto de 1964)
  - La puerta que da al jardín (7 de febrero de 1965)
- Escuela de maridos (7 de diciembre de 1963)
- Gran Teatro 	
  - Don Juan Tenorio (27 de octubre de 1963)
- Novela 
  - Juana de Castilla (21 de octubre de 1963)
  - El inspector (29 de junio de 1964)
  - Cenicienta 401 (10 de mayo de 1965)
  - Usted qué hubiera hecho (15 de junio de 1965)
  - El malvado Carabel (31 de enero de 1966)
  - Tartarín de Tarascón (5 de septiembre de 1966)
  - El último verano (24 de octubre de 1966)
  - Biografía de Koch (3 de junio de 1968)
  - Silas Manner (7 de diciembre de 1970)
  - El amor de Dennis Haggerty (12 de julio de 1971)
  - La charca del diablo (25 de septiembre de 1972)
- Confidencias 
  - El gafe (4 de octubre de 1963)
  - El comando (11 de octubre de 1963)
  - El pobre señor Tejada (7 de mayo de 1964)
  - 29 de mayo de 1964
  - Esto es amor (5 de junio de 1964)
  - La exposición (24 de julio de 1964)
  - Un banco en el paseo (2 de mayo de 1965)
- Teatro de familia 		
  - Detrás de la luna (18 de junio de 1963)
- Platea		
  - El borracho (22 de mayo de 1963)
- Primera fila 
  - Esta noche es la víspera (10 de mayo de 1963)
  - La pradera de San Isidro (24 de mayo de 1963)
  - Y amargaba (7 de junio de 1963)
  - La señorita de Trevélez (25 de julio de 1963)
  - Siegfrief (1 de julio de 1964)
  - La bella desconocida (26 de agosto de 1964)
  - Ninotchka (25 de mayo de 1965)
  - Si me han de matar mañana (5 de junio de 1965)
  - Volpane (21 de julio de 1965)

## Reconocimientos
Medallas del Círculo de Escritores Cinematográficos
| Año  | Categoría              | Películas   | Resultado |
| ---- | ---------------------- | ----------- | --------- |
| 1964 | Mejor actor de reparto | La tía Tula | Ganador   |

- Premio Sant Jordi 1967 a la mejor interpretación por La caza.

- Fotogramas de Plata 1968 al mejor intérprete de televisión.

- Premio de Televisión 1968 al mejor actor.